# Scorpion (альбом Дрейка)
| Совокупная оценка    | Совокупная оценка |
| Источник             | Оценка            |
| -------------------- | ----------------- |
| AnyDecentMusic?      | 6.1/10            |
| Metacritic           | 68/100            |
| Оценки критиков      |                   |
| Источник             | Оценка            |
| AllMusic             | [ 3 ]             |
| The A.V. Club        | B-                |
| Consequence of Sound | C                 |
| The Daily Telegraph  | [ 6 ]             |
| Exclaim!             | 8/10              |
| The Guardian         | [ 8 ]             |
| The Observer         | [ 9 ]             |
| Pitchfork            | 6.9/10            |
| Rolling Stone        | [ 11 ]            |
| XXL                  | 4/5               |

Scorpion — пятый студийный альбом канадского рэпера Дрейка, выпущенный 29 июня 2018 года.
Scorpion — это двойной альбом из 25 треков. Сторона «A» представлена в основном хип-хопом, а сторона «B» — это R&B и поп-музыка.
В записи треков альбома приняли участие Jay-Z, Ty Dolla Sign, Джеймс Фонтлерой, PartyNextDoor, Ники Минаж, Фьючер и Nai Palm, посмертно появляются своими голосами Майкл Джексон и Static Major.
Три сингла из альбома «God’s Plan», «Nice for What» и «In My Feelings» достигли позиции № 1 в американском хит-параде Billboard Hot 100.

## Об альбоме
Посмертное появление Майкла Джексона в альбоме Дрейка стало первым после 2014 года, когда вышла работа Джастина Тимберлейка в виде его дуэта с королём поп-музыки на сингле «Love Never Felt So Good». В 1983 году Майкл Джексон провёл сессионные записи с канадским певцом Полом Анкой (который и здесь обозначен соавтором) и тогда были созданы нереализованные до последнего времени три песни: «Don’t Matter to Me» (до сих пор не издавалась), «This Is It» (вышла посмертно в 2009 году), «Love Never Felt So Good» (вышла в 2014).

## Отзывы
Альбом получил положительные и смешанные отзывы музыкальной критики и интернет-изданий: Metacritic, The Daily Telegraph, The Guardian, Now, The Independent, Time.
Негативный отзыв дали The Hollywood Reporter, The Washington Post.

### Итоговые списки
| Публикация    | Список                        | Ранг | Ссылка |
| ------------- | ----------------------------- | ---- | ------ |
| Billboard     | The 50 Best Albums of 2018    | 15   | [ 26 ] |
| Clash         | Clash Albums of the Year 2018 | 13   | [ 27 ] |
| Complex       | The 50 Best Albums of 2018    | 34   | [ 28 ] |
| Rolling Stone | 50 Best Albums of 2018        | 10   | [ 29 ] |
| Uproxx        | The 50 Best Albums of 2018    | 43   | [ 30 ] |
| Vibe          | 30 Best Albums of 2018        | N/A  | [ 31 ] |

## Награды и номинации
| Год  | Организация                 | Награда                                 | Результат | Ссылка |
| ---- | --------------------------- | --------------------------------------- | --------- | ------ |
| 2019 | Grammy Awards               | Альбом года («Scorpion»)                | Номинация | [ 32 ] |
| 2019 | Grammy Awards               | Лучшая запись года («God’s Plan»)       | Номинация | [ 32 ] |
| 2019 | Grammy Awards               | Лучшая песня года («God’s Plan»)        | Номинация | [ 32 ] |
| 2019 | Grammy Awards               | Лучшая рэп-песня («God’s Plan»)         | Победа    | [ 32 ] |
| 2019 | Grammy Awards               | Лучшее рэп-исполнение («Nice for What») | Номинация | [ 32 ] |
| 2019 | 2019 Billboard Music Awards | Top Billboard 200 Album                 | Победа    | [ 33 ] |

## Коммерческий успех
В США ожидаемый тираж Scorpion в первую неделю предполагается на уровне 870,000-920,000 альбомных эквивалентных единиц, включая 275,000-300,000 истинных продаж.
В США Scorpion дебютировал на первом месте чарта Billboard 200 с тиражом 732,000 альб. экв. единиц, включая 160,000 истинных альбомных продаж. Он стал 8-м чарттоперром Дрейка и побил национальный стриминговый рекорд с показателем 745,92 млн стримов (on-demand audio streams) в первую неделю. По числу чарттопперов Дрейк делит второе место с Kanye West и Eminem среди всех хип-хоп-исполнителей, уступая только Jay-Z (14), а в целом, лидируют The Beatles (19). Но только Дрейк, West, Eminem и The Beatles сделали это 8 раз подряд.
Альбом выдал сразу три сингла № 1 (в Hot 100 лидировали «God's Plan», «Nice for What» и «In My Feelings») и это первый за 2 года подобный случай. Последний раз сразу три чарттоппера были из одного альбома Purpose Джастина Бибера, который дал такие хиты как «What Do You Mean?», «Sorry» и «Love Yourself» в 2015-16 годах. Это позволило Дрейку в сумме лидировать 40 недель в Hot 100 и занять 7-е место по этому показателю после Mariah Carey (79 недель на № 1), Rihanna (60), Beatles (59), Boyz II Men (50), Usher (47) и Beyoncé (42).
В Великобритании альбом дебютировал на первом месте чарта UK Albums Chart, с тиражом 64,000 альб. экв. единиц, став 2-м альбомов Дрейка на вершине британского хит-парад.

## Синглы
Благодаря синглам из нового альбома Дрейк поставил несколько абсолютных рекордов в американском хит-параде Billboard Hot 100. В неделю с 14 июля 2018 года Дрейк побил полувековой рекорд британской группы Beatles по числу песен одновременно находящихся в Top-10 американского хит-парада. Сразу 7 синглов Дрейка из альбома Scorpion вошли в лучшую десятку: № 1 — «Nice for What» (восемь недель на № 1), № 2 — «Nonstop» (дебют в эту неделю), № 4 — «God’s Plan» (одиннадцать недель на № 1), № 6 — «In My Feelings» (дебют в эту неделю), № 7 — «I’m Upset» (ранее поднимался до № 15), № 8 — «Emotionless» (дебют в эту неделю), № 9 — «Don’t Matter to Me» при участии Michael Jackson (дебют в эту неделю). У Beatles 4 апреля 1964 года на пике битломании сразу 5 хитов были в лучшей десятке («Can’t Buy Me Love», «Twist and Shout», «She Loves You», «I Want to Hold Your Hand» и «Please Please Me» (и все были в пятёрке с № 1 по № 5, что Дрейку пока не удалось достичь). В итоге Дрейк получил свой 31-й сингл в Top-10 (рекорд для мужчин, у бывшего лидера Майкла Джексона их 30 сольных top 10 (Hot 100), если не считать ещё 11 хитов с группой The Jackson 5/Jacksons). Вторым рекордом стали 4 одновременных дебюта в top-10 («Nonstop», «Feelings» «Emotionless» и «Matter»). Прошлым достижением были три дебюта в десятке лучших у рэпера J. Cole 5 мая 2018 года («ATM» № 6, «Kevin’s Heart» № 8, KOD № 10). Третьим рекордом стало одновременное нахождение 27 синглов Дрейка в сотне лучших Hot 100. Прошлый рекорд принадлежал самому Дрейку: 24 сингла в чарте 8 апреля 2017 года; 21 сингл в чарте 15 апреля 2017; 20 синглов в чарте 21 мая 2016 года. То есть у Дрейка 4 недели по не менее чем 20 хитов было в сотне лучших. Близки к нему результаты у Post Malone и The Weeknd, у каждого не менее 18 хитов в чарте было одновременно в одну неделю. Четвёртым рекордом стало одновременное нахождение 12 синглов Дрейка в двадцатке лучших top-20 (Hot 100); прошлый рекорд принадлежал Post Malone (9 хитов 12 мая 2018). Пятым рекордом стало одновременное нахождение 21 синглов Дрейка в сороковке лучших top-40 (Hot 100); прошлый рекорд принадлежал тому же Post Malone (14 хитов 12 мая 2018). Шестой рекорд поставила песня «Nice for What», которая в четыре раза восходила на первое место чарта, чего ранее не удавалось сделать ни одному синглу в истории. Сначала она дебютировала на № 1 (21 апреля 2018, где четыре недели лидировала подряд), затем повторно взошла на вершину ещё на две недели (2 июня), третий раз подскочила на первое место (23 июня, но лишь на одну неделю) и четвёртый раз на № 1 попала 14 июля (на одну неделю). Последний раз в 2015 году три раза на первое место поднимался хит The Weeknd’s «Can’t Feel My Face».
Ещё один альбомный рекорд повторил Scorpion. По 7 хитов в top 10 (Hot 100) с одного диска ранее за всю историю имели только три альбома: Rhythm Nation 1814 (Джанет Джексон, с 1989 по 1991), Thriller (Майкл Джексон, с 1982 по 1984) и Born in the U.S.A. (Bruce Springsteen, с 1984 по 1986).

## Список композиций
По данным Tidal.
| №                   | Название                      | Автор(ы) | Продюсеры                               | Длительность |
| ------------------- | ----------------------------- | --- | --------------------------------------- | ------------ |
| 1.                  | «Survival»                    | Aubrey Graham Dion Wilson Noah Shebib Klaus Netzle Manuel Landy                                                                                             | No I.D. Noah "40" Shebib [b]            | 2:16         |
| 2.                  | «Nonstop»                     | Graham Brytavious Chambers Wilson | Tay Keith No I.D. [a] Noel Cadastre [b] | 3:58         |
| 3.                  | «Elevate»                     | Graham Gary Fountaine Jahron Brathwaite | Nonstop da Hitman PartyNextDoor [a]     | 3:04         |
| 4.                  | «Emotionless»                 | Graham Mariah Carey Robert Clivillés David Cole Wilson Shebib Andrew Gowie                                                                                  | No I.D. 40 [a] The 25th Hour [b]        | 5:02         |
| 5.                  | «God’s Plan»                  | Graham Ronald LaTour Daveon Jackson Matthew Samuels Shebib Brock Korsan                                                                                     | Cardo Yung Exclusive Boi-1da            | 3:19         |
| 6.                  | «I'm Upset»                   | Graham Jordan Ortiz | Oogie Mane                              | 3:34         |
| 7.                  | «8 Out of 10»                 | Graham Samuels Jahaan Sweet Matthew O'Brien Abrim Tilmon Leon Ware Arthur Ross                                                                              | Boi-1da Sweet OB [b]                    | 3:15         |
| 8.                  | «Mob Ties»                    | Graham Samuels Allen Ritter Tavor Hollins, Jr. Dave Atkinson Samuel Barnes Anthony Cruz Nasir Jones Inga Marchand Cory McKay Jean-Claude Olivier            | Boi-1da Ritter                          | 3:25         |
| 9.                  | «Can't Take a Joke»           | Graham Max Eberhardt | ModMaxx Cadastre [b]                    | 2:43         |
| 10.                 | «Sandra's Rose»               | Graham Maneesh Bidaye Christopher Martin | DJ Premier Maneesh [b]                  | 3:36         |
| 11.                 | «Talk Up» (при участии Jay-Z) | Graham Shawn Carter Paul Beauregard Leroy Bonner O'Shea Jackson Marshall Jones Ralph Middlebrooks Walter Morisson Andrew Noland Gregory Webster Andre Young | DJ Paul                                 | 3:15         |
| 12.                 | «Is There More»               | Graham Joseph W. Lane, Jr. Raynford Humphrey Stephen Garrett Timothy Mosley                                                                                 | Wallis Lane Preme                       | 3:46         |
| Общая длительность: | Общая длительность:           | Общая длительность: | Общая длительность:                     | 41:12        |

| №                   | Название                                                | Автор(ы) | Продюсер                                               | Длительность |
| ------------------- | ------------------------------------------------------- | --- | ------------------------------------------------------ | ------------ |
| 1.                  | «Peak»                                                  | Graham Shebib | 40                                                     | 3:26         |
| 2.                  | «Summer Games»                                          | Graham Shebib Wilson Harley Arsenault Paul Jefferies Bidaye | 40 No I.D.                                             | 4:07         |
| 3.                  | «Jaded»                                                 | Graham Cadastre | Cadastre                                               | 4:22         |
| 4.                  | «Nice for What»                                         | Graham Shane Lindstrom Alan Bergman Marilyn Bergman Dennis Coles Robert Diggs Gary Grice Marvin Hamlisch Lamont Hawkins Lauryn Hill Jason Hunter Russell Jones Clifford Smith Corey Woods Orville Hall Phillip Price | Murda Beatz Blaqnmild [a] 40 [b] Corey Litwin [b]      | 3:30         |
| 5.                  | «Finesse»                                               | Graham Cadastre James Fauntleroy | Cadastre                                               | 3:02         |
| 6.                  | «Ratchet Happy Birthday»                                | Graham Brathwaite Samuels Dalton Tennant Sweet Leonard Caston Anita Poree | Boi-1da Sweet [a] D10 [a]                              | 3:27         |
| 7.                  | «That's How You Feel»                                   | Graham Onika Maraj Cadastre | Cadastre                                               | 2:37         |
| 8.                  | «Blue Tint»                                             | Graham Nayvadius Wilburn Demario Priester Ramon Ibanga, Jr. | Supah Mario Illmind [b] Taz Taylor [c] JR Hitmaker [c] | 2:42         |
| 9.                  | «In My Feelings»                                        | Graham Benny Workman Darius Harrison Garret James Scheffer Rex Zamor Dwayne Carter Renetta Lowe-Bridgewater Hall Price                                                                                               | TrapMoneyBenny Blaqnmild 40 [b]                        | 3:37         |
| 10.                 | «Don’t Matter to Me» (при участии Michael Jackson)      | Graham Michael Jackson Paul Anka Shebib Jefferies Nana Rogues Negin Djafari | 40 Nineteen85                                          | 4:05         |
| 11.                 | «After Dark» (при участии Static Major и Ty Dolla Sign) | Graham Garrett Tyrone Griffin, Jr. Shebib Musze Melvin Ragin | Static Major 40                                        | 4:49         |
| 12.                 | «Final Fantasy»                                         | Graham Samuels Shebib Adrian Eccleston Darrel Freeman Sweet Michel Legrand A. Bergman M. Bergman | Boi-1da 40 Sweet                                       | 3:39         |
| 13.                 | «March 14»                                              | Graham Tyler Williams Josh Valle Michael Archer Raphael Saadiq Nathan Morris Shawn Stockman | T-Minus Valle [a]                                      | 5:09         |
| Общая длительность: | Общая длительность:                                     | Общая длительность: | Общая длительность:                                    | 48:32        |

Заметки
- ↑  продюсер
- ↑  дополнительный продюсер
- ↑  дополнительный продюсер[43]
- «Is There More» при участии вокала Nai Palm
- «Nice for What» при участии вокала Big Freedia and 5thward Weebie
- «That’s How You Feel» при участии вокала Ники Минаж и бэк-вокала DJ Boof
- «Don’t Matter to Me» при участии вокала Пола Анка
- «After Dark» при участии вокала Al Wood
- «March 14» при участии вокала Джеймса Фонтлероя
- «Mob Ties» при участии вокала Asheley Turner
- «Peak» при участии вокала Stefflon Don, Rhea Kpaka и Vinessa Douglas
- «Jaded» при участии вокала Ty Dolla Sign
- «Finesse» при участии вокала James Fauntleroy
- «Ratchet Happy Birthday» при участии вокала PartyNextDoor
- «Elevate» при участии вокала French Montana[44]
- «Blue Tint» при участии вокала Фьючера[45]
- «In My Feelings» при участии вокала City Girls[45]

## Чарты
| Чарт (2018)                            | Высшая позиция |
| -------------------------------------- | -------------- |
| Австралия (ARIA)                       | 1              |
| Австрия (Ö3 Austria)                   | 4              |
| Бельгия/Фландрия (Ultratop)            | 2              |
| Бельгия/Валлония (Ultratop)            | 3              |
| Канада (Canadian Albums Chart)         | 1              |
| Дания (Hitlisten)                      | 1              |
| Нидерланды (Album Top 100)             | 1              |
| Финляндия (Suomen virallinen lista)    | 1              |
| Франция (SNEP)                         | 3              |
| Германия (Offizielle Top 100)          | 8              |
| Ирландия (Irish Albums Chart)          | 1              |
| Италия (Classifica album)              | 2              |
| Новая Зеландия (RMNZ)                  | 1              |
| Норвегия (VG-lista)                    | 1              |
| Польша (ZPAV)                          | 36             |
| Португалия (AFP)                       | 22             |
| Шотландия (Scottish Albums Chart)      | 2              |
| Испания (PROMUSICAE)                   | 40             |
| Швеция (Sverigetopplistan)             | 1              |
| Швейцария (Schweizer Hitparade)        | 1              |
| Великобритания (UK Albums Chart)       | 1              |
| Великобритания (UK R&B Albums Chart)   | 1              |
| США (Billboard 200)                    | 1              |
| США (Billboard Top R&B/Hip-Hop Albums) | 1              |

| Чарт (2018)                             | Позиция |
| --------------------------------------- | ------- |
| Австралия (ARIA)                        | 7       |
| Австрия (Ö3 Austria)                    | 65      |
| Бельгия (Ultratop Flanders)             | 15      |
| Бельгия (Ultratop Wallonia)             | 62      |
| Канада (Billboard)                      | 1       |
| Дания (Hitlisten)                       | 4       |
| Нидерланды (MegaCharts)                 | 6       |
| Германия (Offizielle Top 100)           | 77      |
| Ирландия (IRMA)                         | 8       |
| Италия (FIMI)                           | 55      |
| Новая Зеландия (RMNZ)                   | 6       |
| Швеция (Sverigetopplistan)              | 17      |
| Швейцария (Schweizer Hitparade)         | 35      |
| Великобритания (OCC)                    | 5       |
| США, Billboard 200                      | 2       |
| США, Top R&B/Hip-Hop Albums (Billboard) | 1       |

## Сертификации
| Регион | Сертификация  | Продажи   |
| --- | ------------- | --------- |
| Австралия (ARIA) | 2× Платиновый | 140 000   |
| Бразилия (ABPD) | Золотой       | 20,000    |
| Канада (Music Canada) | 2× Платиновый | 160 000   |
| Дания (IFPI Danmark) | 2× Платиновый | 40 000    |
| Франция (SNEP) | Платиновый    | 100 000   |
| Италия (FIMI) | Золотой       | 25 000    |
| Новая Зеландия (RMNZ) | 2× Платиновый | 30 000    |
| Великобритания (BPI) | 2× Платиновый | 600 000   |
| США (RIAA) | 5× Платиновый | 5 000 000 |
| * Данные о продажах приведены только на основе сертификации. · ^ Данные о тиражах приведены только на основе сертификации. · Данные о продажах + прослушиваниях приведены только на основе сертификации. |               |           |

## История выхода
| Регион | Дата         | Форматы                    | Лейбл                           | Ссылки |
| ------ | ------------ | -------------------------- | ------------------------------- | ------ |
| Разные | 29 июня 2018 | Цифровые загрузки стриминг | Young Money Cash Money Republic | [ 95 ] |
| Разные | 13 июля 2018 | CD                         | Young Money Cash Money Republic | [ 96 ] |